# Lucciola (film)
Lucciola è un film del 1917 diretto da Augusto Genina e prodotto dalla Società Anonima Ambrosio di Torino.

## Trama
La pellicola narra la storia di Lucciola, un'orfana vagabonda che, a furia di girovagare per il porto di Genova, viene adottata dagli scaricatori e dai marinai del luogo. Dopo aver trovato lavoro in una taverna, la giovane Lucciola, piena di vita e di bell'aspetto, finisce sotto la protezione di un Barone che la trasforma in una ragazza dell'alta società. Diventa così la modella preferita di un celebre pittore del quale si innamora, ma suscita le gelosie di una delle amanti dell'artista, la Principessa di Carasco, che riesce a farla scacciare e tornare nel suo ambiente primevo. Animata dalla sete di vendetta per le umiliazioni subite, Lucciola si accorda con un galeotto conosciuto al porto per fare irruzione nella casa del suo amato, ma, una volta introdottisi di nascosto nell'abitazione, si pente e cerca di fermare il malvivente deciso a fare man bassa dei beni del pittore. L'uomo accoltella la ragazza che muore subito dopo, non prima di aver dato l'ultimo saluto al suo amato, rientrato da una festa.